# Iodure de gallium(III)
L’iodure de gallium(III) est un composé chimique de formule GaI3. Il s'agit d'un solide jaune clair hygroscopique et fumant au contact de l'humidité de l'air. À l'état liquide, il prend une couleur brun orangé. À l'état gazeux, les dimères tendent à se dissocier pour former des monomères. À l'état solide, ses molécules s'arrangent en dimères Ga2I6 et cristallisent dans le système monoclinique selon le groupe d'espace P21/c (no 14) avec les paramètres a = 958,4 pm, b = 608,4 pm, c = 1 183,9 pm et β = 107,78°. On connaît également une structure cristalline orthorhombique du groupe d'espace Cmcm (no 63).
L'iodure de gallium(III) peut être obtenu en faisant réagir du gallium métallique avec de l'iode I2 :
2 Ga + 3 I2 ⟶ 2 GaI3.